# The Summer Set
The Summer Set — pop-punk/powerpop-группа, сформировавшаяся в Скоттсдэйле, штат Аризона в 2007 году. Выпустила два студийных альбома (на лейбле Razor & Tie) и несколько EP-пластинок.

## История
После нескольких лет совместной игры Джесс Боуэн (Jess Bowen), Джон Гомес (John Gomez), Стивен Гомес (Stephen Gomez) и вокалист Брайан Дэйлс (Brian Dales) осенью 2007 года основали группу The Summer Set. Джесс, Джон и Стивен до этого играли в группе Last Call For Camden вместе с Кеннеди Броком (Kennedy Brock) из поп-панк-группы The Maine и гитаристом Уэстоном Мичлом (Weston Michl).
В ноябре 2007 года The Summer Set самостоятельно выпустили свой первый EP Love The Love You Have.

### The Militia Group (2008—2009)
В апреле 2008 года группа подписала контракт с The Militia Group и приступила к записи своего дебютного студийного EP …In Color, который был выпущен на iTunes 24 июня.

В декабре 2008 года группа выпустила свой третий EP Meet Me on the Left Coast с двумя новыми треками («Love By Our Side», «Can You Find Me») и iTunes бонусом «Love in This Club» — кавер-версией песни R&B-исполнителя Ашера.

### Razor & Tie (2009-present)
Дебютный альбом Love Like This был выпущен 13 октября 2009 на лейбле Razor & Tie. В альбом, в частности, вошла песня «Chelsea» из альбома, написанная вокалистом группы Брайаном Дейлом в сентябре 2008 года и посвящённая актрисе Челси Кейн (Chelsea Kane), с которой они в то время познакомились.
По словам Дейла, песня понравилась актрисе, а в начале 2009 года пара стала встречаться.
6 июля 2010 года группа перезаписала пластинку под названием Love Like Swift, добавив пять новых каверов песен американской кантри певицы Taylor Swift. Группа записала свою версию песни группы Kiss «I Wanna Rock and Roll All Nite», который вошла в сборник Punk Goes Classic Rock студии Fearless Records.
19 июля 2011 года The Summer Set выпустили свой второй полноформатный альбом Everything’s Fine на лейбле Razor & Tie. Для записи песен были привлечены Пол Дусетт (Paul Doucette) из Matchbox 20 и Майк Дейли (Mike Daly) из Whiskeytown, а также продюсер Джон Филдс (John Fields). «Это запись, которая говорит, что мы молоды, но в то же время растем и испытываем новые вещи», — сообщает Джон Гомес.

### Участие в концертах, турах и фестивалях
В 2009 году The Summer Set выступали на открытии Alternative Press’s AP Tour с такими группами, как The Cab, Never Shout Never, Hey Monday и Every Avenue. Осенью того же года они поддержали группу Cartel, выступая вместе с This Providence, Runner Runner и The Dares.
The Summer Set играли на ежегодном музыкальном фестивале Vans Warped Tour 2010 года на сцене Glamour Kills Stage.
В мае 2011 группа приняла участие в состоящем из семи концертов OurZone Magazine Tour в Великобритании.
Они также выступали на Dirty Work Tour вместе с такими известными поп-панк командами, как All Time Low, Yellowcard, и Hey Monday. Тур длился с марта 2011 по май 2011 года и охватывал большую часть территории США. 6 мая группа выложила в сеть клип на песню «Someone Like You», снятый поклонники группы во время тура с All Time Low.

## Состав группы
- Brian Dales — вокал
- John Gomez — гитара, клавишные, бэк-вокал
- Josh Montgomery — гитара
- Stephen Gomez — бас-гитара
- Jess Bowen — ударные

## Дискография

### Альбомы
- Love Like This (Razor & Tie, October 13, 2009)
- Everything’s Fine, (Razor & Tie, July 19, 2011)
- Legendary, (Fearless, April 16, 2013)
- Stories for Monday, (2016)

### EP
- Love The Love You Have EP (Self-Released, November 30, 2007)
- …In Color EP (The Militia Group, June 24, 2008)
- Meet Me On The Left Coast EP (The Militia Group, December 12, 2008)